# District de Ninh Kiều
Ninh Kiều est un district de Cần Thơ dans le delta du Mékong au sud du Viêt Nam. 

## Géographie
La superficie du district est de 29,22 km2. 